# فرناندا توريس
فرناندا توريس (بالبرتغالية: Fernanda Torres‏) هي روائية وكاتِبة وممثلة برازيلية، ولدت في 15 سبتمبر 1965 في البرازيل. من الجوائز التي نالتها جائزة مهرجان كان السينمائي لأفضل ممثلة.

## جوائز
- جائزة مهرجان كان السينمائي لأفضل ممثلة

## وصلات خارجية
- فرناندا توريس على موقع IMDb (الإنجليزية)
- فرناندا توريس على موقع ألو سيني (الفرنسية)
- فرناندا توريس على موقع أول موفي (الإنجليزية)
- فرناندا توريس على موقع قاعدة بيانات الفيلم (الإنجليزية)
- فرناندا توريس على موقع كينوبويسك (الروسية)